# Veve

Baron Samedis Veve

Veve är en symbol/ritual för en Ghedegud inom voodoo-religionen.